# Rupprechtstegen
Rupprechtstegen ist ein Gemeindeteil von Hartenstein im mittelfränkischen Landkreis Nürnberger Land in Bayern. Rupprechtstegen liegt in der Gemarkung Enzendorf.

## Geografie
Das Dorf befindet sich drei Kilometer westnordwestlich von Hartenstein und etwa sechs Kilometer südöstlich der Bundesautobahn 9 auf der Gemarkung Enzendorf. Die Anbindung an das öffentliche Straßennetz wird hauptsächlich durch die Staatsstraße 2162 hergestellt, sie durchläuft den Ort von Enzendorf im Südwesten her kommend in nordöstliche Richtung nach Lungsdorf. Zudem verfügt Rupprechtstegen über einen eigenen Haltepunkt an der Bahnstrecke Nürnberg–Cheb. Durch den Ort verläuft der Fränkische Marienweg.

## Geschichte
In  Rupprechtstegen wird im 14. Jahrhundert ein Eisenhammer genannt, der vom Wasser der Pegnitz angetrieben wurde. Der Hammer zinste zum judicio Auerbach.
Im Zuge der zu Beginn des 19. Jahrhunderts im Königreich Bayern durchgeführten Verwaltungsreformen wurde mit Regierungsreskript vom 29. September 1824 die Auflösung der damaligen Gemeinde Rupprechtstegen und deren Eingliederung in die Ruralgemeinde Enzendorf verfügt. Im Zuge der kommunalen Gebietsreform in Bayern kam Rupprechtstegen im Jahr 1977 durch die Eingemeindung der Gemeinde Enzendorf zur Gemeinde Hartenstein.
In Rupprechtstegen befand sich bis 2001 im Anwesen des ehemaligen „Kurhotel Rupprechtstegen“ eine Zollschule.

## Baudenkmäler

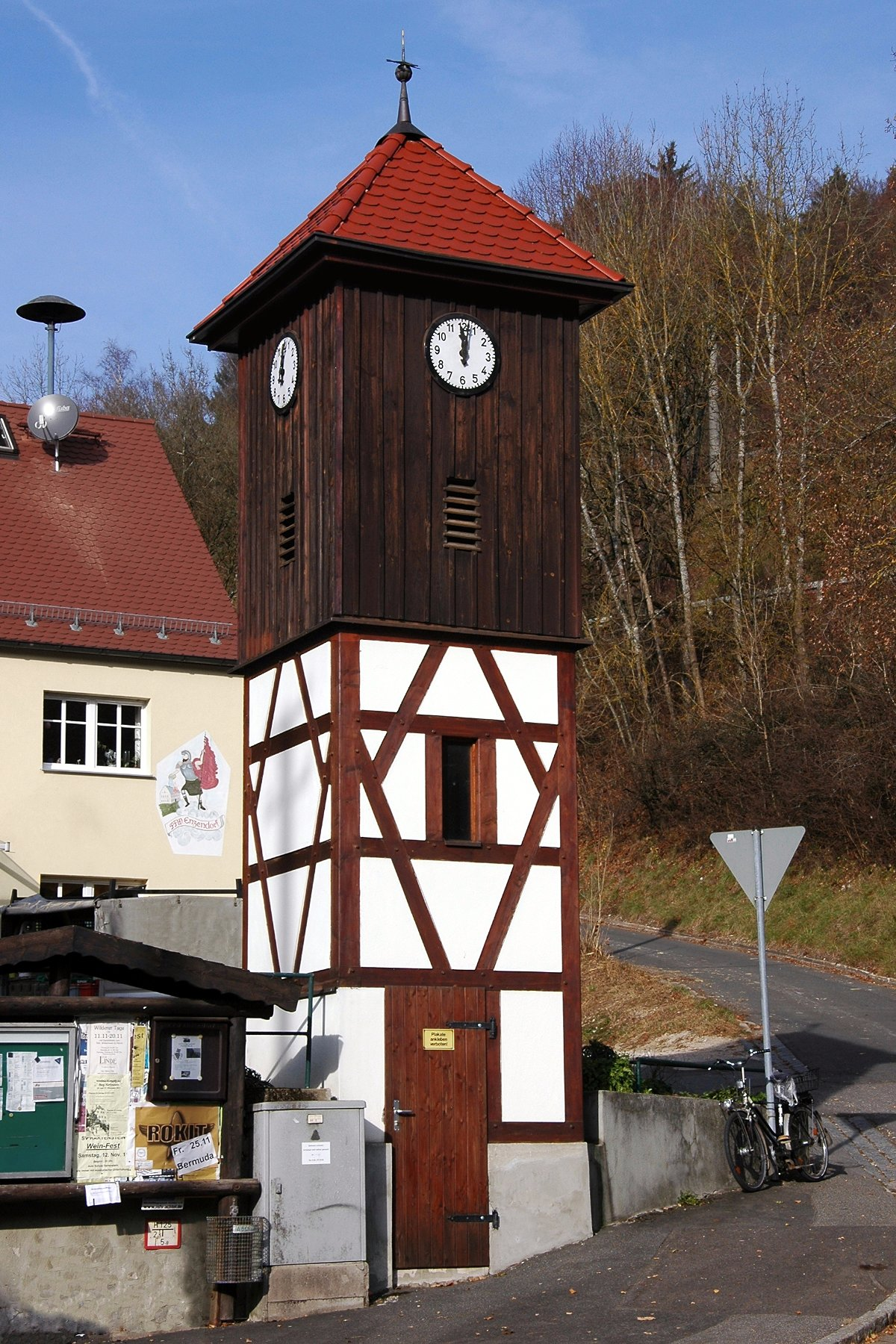
Der Uhrturm

In Rupprechtstegen befinden sich mehrere Baudenkmäler. Das bekannteste davon ist der Uhrturm eines ehemaligen Feuerwehrhauses, der mit der Nummer D-5-74-129-32 als Denkmal ausgewiesen ist.